# Henryk Gertig
Henryk Romuald Gertig (ur. 2 grudnia 1924 w Poladowie, zm. 13 listopada 2011 w Poznaniu) – polski bromatolog, profesor zwyczajny doktor habilitowany farmacji.

## Życiorys
Ukończył studia farmaceutyczne na Uniwersytecie Poznańskim. W 1949 r. został adiunktem, doktorat obronił w 1959 r. pod kierunkiem prof. dr. Bogusława Borkowskiego (tytuł rozprawy: „Wpływ niektórych czynników na zawartość alkaloidów w glistniku – Chelidonium maius”). Od 1961 r. pełnił funkcję kierownika Ogrodu Farmakognostycznego Akademii Medycznej im. Karola Marcinkowskiego w Poznaniu, w 1964 r. otrzymał habilitację za pracę pt. „Alkaloidy maku kalifornijskiego (Escholtzia californica Cham.)”. Tytuł naukowy profesora nadzwyczajnego otrzymał w 1975 r., a w roku 1985 profesora zwyczajnego.  W latach 1968–1995 kierował Katedrą Bromatologii (nazywaną wówczas Katedrą Nauki o Środkach Spożywczych), równolegle od 1972 do 1978 r. pełnił funkcję dziekana Wydziału Farmaceutycznego. Był działaczem Ogólnopolskiej Sekcji Bromatologii Polskiego Towarzystwa Farmaceutycznego i współzałożycielem Akademickiego Klubu Obywatelskiego im. Lecha Kaczyńskiego. Został odznaczony Złotym Krzyżem Zasługi Krzyżem Oficerskim i Krzyżem Kawalerskim Orderu Odrodzenia Polski, Odznaką Honorową Miasta Poznania oraz Medalem Komisji Edukacji Narodowej. Spoczywa na cmentarzu w Skórzewie.

## Publikacje (wybrane)
Poza pracą naukową Henryk Gertig był propagatorem zdrowego odżywiania i autorem wielu publikacji i felietonów poświęconych tej tematyce. Do najpopularniejszych prac w jego dorobku należy zaliczyć:
- "Bromatologia. Zarys nauki o żywności i żywieniu" – podręcznik akademicki (współautor z Juliuszem Przybysławskim)
- "Żywność a zdrowie i prawo" (współautor z Grażyną Duda)
- "Żywienie człowieka. Słownik terminologiczny'" (współautor z Janem Gawęckim)
- "Regulacje prawne w kosmetyce".